# Şadi
Şadi ist ein türkischer/kurdischer männlicher Vorname persischer Herkunft. Außerdem existiert als türkischer Vorname auch der Name Sadi mit arabischer Herkunft. Eine arabische Form des Namens ist Sa’di (arabisch سعدي) mit der Bedeutung „glücklich“.

## Namensträger

### Vorname Sadi
- Saadi oder Sa'di (* um 1210; † um 1292), persischer Dichter und Mystiker
- Nicolas Léonard Sadi Carnot (1796–1832), französischer Physiker und Ingenieur
- Sadi Çoban (1902–1953), türkischer Fußballspieler
- Sadi Irmak (1904–1990), türkischer Politiker
- Sadi Tekelioğlu (Fußballtrainer) (Sadettin Tekelioğlu; * 1955), türkischer Fußballtrainer
- Sadi Tekelioğlu (Journalist) (1960–2020), türkisch-dänischer Journalist

### Vorname Şadi
- Şadi Üçüncü (1948–2004), deutsch-türkischer Schriftsteller, Dichter und Betriebswirt
- Şadi Yusufoğlu (* 1987), türkischer Biathlet